# 603 v.Chr.
Het jaar 603 v.Chr. is een jaartal volgens de christelijke jaartelling.

## Gebeurtenissen

### Palestina
- Koning Nebukadnezar II van Babylon verwoest de stad Ekron.